# 2020 en Ukraine
Chronologie de l'Ukraine
- 2016
- 2017
- 2018
- 2019
- 2020
- 2021
- 2022
- 2023
- 2024

Cette page concerne les évènements survenus en 2020 en Ukraine  :

## Évènement
- Guerre du Donbass  (depuis 2014)
- Pandémie de Covid-19 en Ukraine
- 8 janvier : Le vol Ukraine International Airlines 752 est abattu à Téhéran (bilan : 176 morts).
- mars : Marche des défenseurs (en) organisé à l'occasion du jour de l'indépendance de l'Ukraine.
- 4 mars :
  - Fin du gouvernement Hontcharouk
  - Début du gouvernement Chmyhal
- 4-14 avril : Incendies de forêt dans la zone d'exclusion de Tchernobyl
- 23 mai : Viol du poste de police de Kaharlyk (en)
- 21 juillet : Prise d'otages à Loutsk (en)
- 25 septembre : Crash de l'An-26 à Chuhuiv
- octobre : Théorie du complot Biden-Ukraine (en)
- 25 octobre : Élections locales
- 27 octobre 2020-(en cours) : Début de la crise constitutionnelle ukrainienne (2020-2022) (en)

## Sport
- Championnat d'Ukraine de football de deuxième division 2019-2020
- Championnat d'Ukraine de football de deuxième division 2020-2021
- Championnat d'Ukraine de rugby à XV 2020
- Championnats d'Europe de gymnastique rythmique 2020
- Championnat d'Ukraine de football 2019-2020
- Championnat d'Ukraine de football 2020-2021
- Coupe d'Ukraine de football 2019-2020
- Coupe d'Ukraine de football 2020-2021
- Supercoupe d'Ukraine de football 2020

## Culture
- 4 février : Participation de l'Ukraine au Concours Eurovision de la chanson
- 19 novembre : Sortie mondiale du documentaire This Rain Will Never Stop.

### Sortie de film
- Bad Roads
- Jeux d'espions
- Let it Snow
- We Are Soldiers
- Viddana

## Création
- AFSC Kyiv (en) (club de football)
- Air Ocean Airlines (en)
- Fontaine sur la place de la Liberté (Kharkiv), en remplacement de la statue de Lénine (détruite en 2014).
- FC Kryvbas Kryvyi Rih (2020) (en) (club de football)
- Ministère des anciens combattants (en)
- Ministère des industries stratégiques
- Proposition (parti politique) (en)
- Yunist ShVSM (en) (club de football féminin)

## Dissolution
- Arkada Bank (en)
- Kerch Strait ferry line (en)

## Décès
- Vitaliy Boiko, avocat, diplomate et ministre de la Justice.
- Mykola Bondar (en), patineur artistique.
- Valentyna Chevtchenko, personnalité politique.
- Vasyl Fedoryuk (uk), homme d'affaires.
- Volodymyr Inozemtsev, athlète (triple saut).
- Volodymyr Koroliouk, mathématicien.
- Guennadi Kouzmine, joueur d'échecs.
- Aleksandr Manachinsky (en), nageur.
- Valentin Grigorevitsj Sjtolko (uk), architecte.
- Olena Stezhenska (uk), scientifique.